# Torskärsfjärden
Torskärsfjärden är en fjärd i Finland. Den ligger i kommunen Vasa i landskapet Österbotten, i den västra delen av landet, 400 km nordväst om huvudstaden Helsingfors.
Torskärsfjärden avgränsas av Torskäret och Långskär i väster, Boskär i norr och Domarskäret i öster. I söder ansluter den till Kråkfjärden och i nordöst till Domarskärsfjärden genom Bastuhålet mellan Domarskäret och Boskär.